# Rai (dajka)

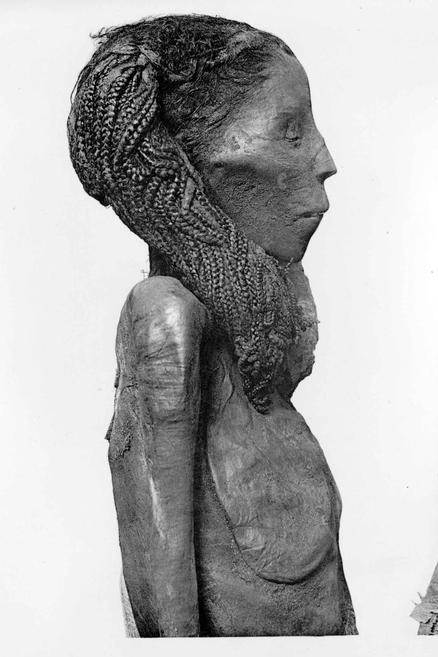
Rai múmiája

Rai ókori egyiptomi hölgy volt, a XVII.-XVIII. dinasztiához tartozó Ahmesz-Nofertari hercegnőnek, későbbi királynénak, Szekenenré fáraó leányának és I. Jahmesz feleségének dajkája.
A múmiát a Dejr el-Bahari-i rejtekhelyen találták, ahová a XXI. dinasztia idején költöztettek több mint negyven múmiát a sírrablók elől. A sírt 1881-ben fedezték fel, miután az Abd er-Raszul család közel tíz éven át fosztogatta. Rai múmiája (ma a kairói Egyiptomi Múzeumban, CG 61054) egy számára átalakított koporsóban (CG 61022) feküdt, amely eredetileg egy bizonyos Paheripedzseté, az Igazság helyének szolgálójáé volt; Rait csak múmiapólyája feliratairól sikerült azonosítani. Saját koporsójában (CG 61004) Ahmesz-Inhapi királyné (Szekenenré egy mellékfelesége) múmiája feküdt.
Rai múmiáját 1909-ben vizsgálta meg Grafton Elliot Smith, aki szerint a múmia a balzsamozás egyik legtökéletesebb példája. Mivel igen jó állapotban maradt fenn, Smith nem akart rajta további anatómiai vizsgálatokat végezni, amelyek során károsodhatott volna, ezért korát sem tudta pontosan megbecsülni, de fogainak kopása alapján még fiatal lehetett. Magassága 1,51 cm körül volt, testalkata vékony. A későbbi vizsgálatok életkorát 30–40 év közé tették, és kiderítették, hogy érelmeszesedésben szenvedett; erre ez a múmia a legkorábbi példa.

## Fordítás
- Ez a szócikk részben vagy egészben  a   Rai (Amme) című német Wikipédia-szócikk ezen változatának fordításán alapul.  Az eredeti cikk szerkesztőit annak laptörténete sorolja fel. Ez a jelzés csupán a megfogalmazás eredetét és a szerzői jogokat jelzi, nem szolgál a cikkben szereplő információk forrásmegjelöléseként.

## Külső hivatkozások
- The Theban Royal Mummy Project: XVIII'th Dynasty Gallery I, Lady Rai
- Charles Q. Choi, Live Science: Heart Disease Found in Ancient Mummies